# Фомичёв, Василий Осипович
Фомичёв Васи́лий О́сипович (1 февраля 1924 — 22 ноября 1992) — русский художник-реалист, живописец, пейзажист.

Фомичев В. О. мемориальная плита

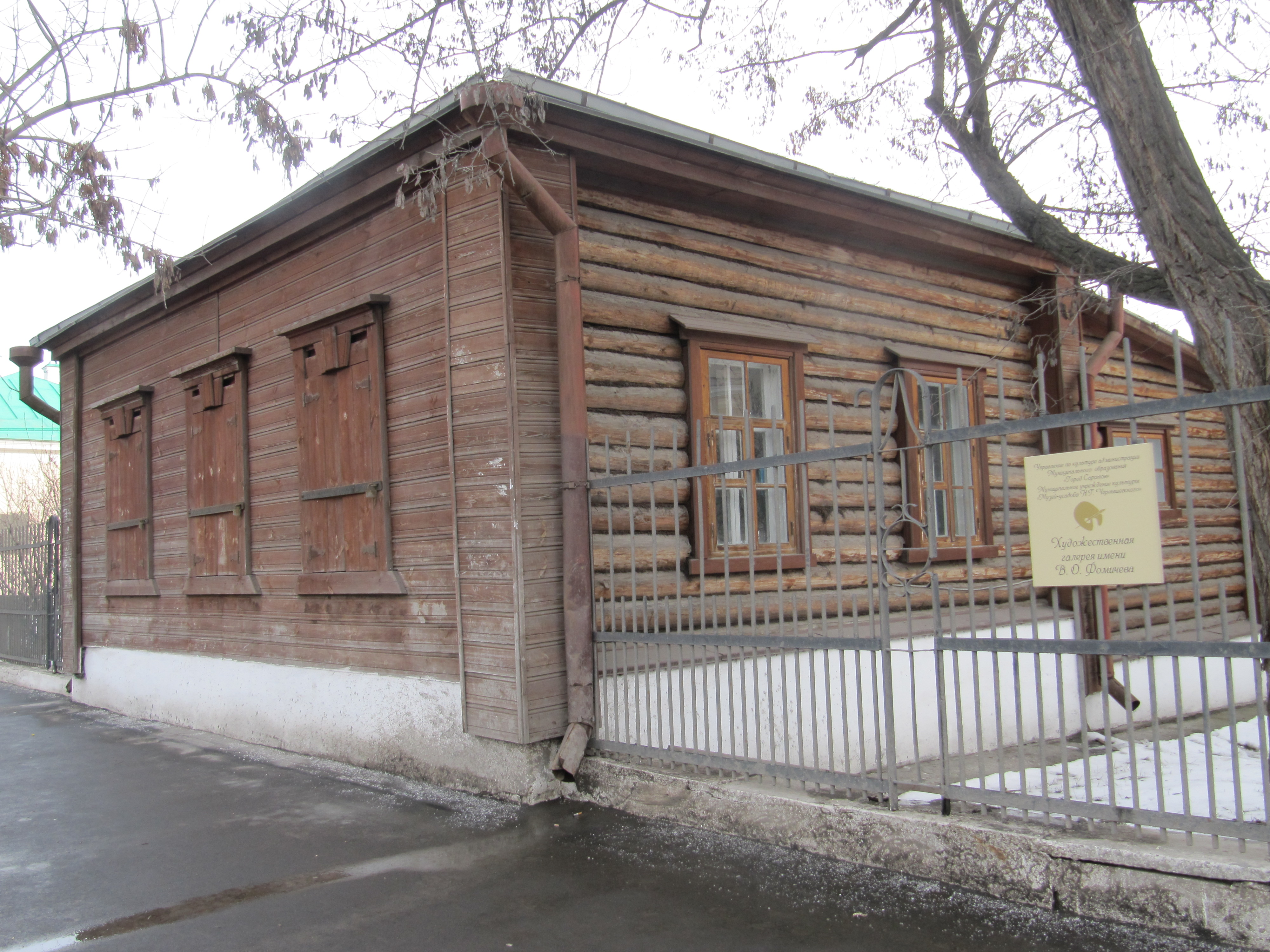
Художественная галерея им. Фомичёва В. О.

Выдающийся художник XX века: «Богатырь пейзажа», «Певец великой Волги».
Картина В. О. Фомичёва «Троицкий собор» считается «визитной карточкой» Саратова.

## Биография
Родился в деревне Елховка Саратовского уезда (ныне — в Татищевском районе Саратовской области). После окончания художественного училища имени А. П. Боголюбова в 1947 году он работал в художественном фонде, где часто проводились конкурсы: на лучший эскиз, пейзаж, портрет. Он неизменно был призёром.
Учителя В. О. Фомичёва — Б. В. Миловидов, В. Ф. Гуров.
В 1940-х Василий Осипович знакомится с Марией Петровной, ставшей ему верной спутницей по жизни и продолжившей дело художника после смерти.
Творчество заслуженного художника РСФСР В. О. Фомичёва получило признание не только в Саратовском крае, в России, но и за рубежом.

### Даты жизни и творчества
| 1 февраля 1924                           | Родился в селе Елховка Татищевского района Саратовской области.                                                                                         |
| 1939-1942                                | Учился на живописном отделении в Саратовском художественном училище у Б. В. Миловидова и В. Ф. Гурова.                                                  |
| 1942-1945                                | Работал слесарем на военном заводе № 614. |
| 1945-1947                                | Продолжал обучение в Саратовском художественном училище.                                                                                                |
| 1947                                     | Начал работать в Саратовском отделении художественного фонда РСФСР (до 1953 года — Товарищество Саратовских художников).                                |
| 1949                                     | Занял первое место за работу «Пугачев на Соколовой горе» в областном конкурсе молодых художников на лучший эскиз тематической картины.                  |
| 1954, 1960                               | Познакомился во время поездок в Дом творчества «Академическая дача имени И. Е. Репина» с В. А. Гавриловым, М. А. Суздальцевым, А. П. и С. П. Ткачёвыми. |
| 1956                                     | Творческая поездка на Северный Кавказ. |
| 1960                                     | Вступил в члены Союза художников СССР; Вошел в состав Выставочного комитета Управления Культуры Саратовского облисполкома.                              |
| 1963                                     | Поездка в Дом творчества «Челюскинская Дача». |
| 1962, 1968, 1972, 1973, 1976, 1981, 1987 | Был делегатом съездов художников СССР и РСФСР. |
| 1964, 1967, 1969                         | Был членом Выставочных комитетов Зональных выставок «Большая Волга».                                                                                    |
| 1960-1970                                | Был членом правления Саратовской организации Союза Художников РСФСР.                                                                                    |
| 1971                                     | Творческая поездка в Базарный Карабулак Саратовской области совместно с М. А. Суздальцевым.                                                             |
| 1979-1980                                | Был заместителем председателя Саратовского отделения Союза художников РСФСР.                                                                            |
| 1985                                     | Присвоено звание «Заслуженный художник РСФСР». |
| 1987                                     | Поездка в Чехословакию в составе делегации саратовских деятелей культуры.                                                                               |
| 22 ноября 1992 год                       | Умер в Саратове. |

### Участие в выставках
| 1948-1992  | Областные художественные выставки (Саратов).                                                               |
| 1954, 1955 | Выставка произведений художников РСФСР (Москва).                                                           |
| 1956       | Выставка в Академии художеств (Москва).                                                                    |
| 1957       | Выставка произведений художников РСФСР к 40-летию Великой Октябрьской Социалистической революции (Москва). |
| 1958       | Выставка произведений художников Поволжья (Ярослвль).                                                      |
| 1960       | 1-я Республиканская художественная выставка «Советская Россия» (Москва).                                   |
| 1964       | 1-я Зональная художественная выставка «Большая Волга» (Куйбышев).                                          |
| 1965       | 2-я Республиканская художественная выставка «Советская Россия» (Москва).                                   |
| 1967       | 2-я Зональная художественная выставка «Большая Волга», посвященная 50-летию СССР (Волгоград).              |
| 1970       | 3-я Зональная художественная выставка «Большая Волга» (Ульяновск).                                         |
| 1974       | 4-я Зональная художественная выставка «Большая Волга» (Горький).                                           |
| 1977       | Всесоюзная художественная выставка «Всегда начеку» (Москва).                                               |
| 1978       | Выставка «Художники Саратова» (Москва).                                                                    |
| 1979       | 5-я Зональная художественная выставка «Большая Волга» (Казань).                                            |
| 1979       | Всесоюзная художественная выставка «Голубые дороги России» (Москва).                                       |
| 1986       | 5-я Зональная художественная выставка «Большая Волга» (Чебоксары).                                         |
| 1989       | Выставка художников Саратова в ЧССР (Чехословакия).                                                        |

### Персональные выставки
| 1973             | Саратовский областной дом культуры учащихся профессионально-технических учебных заведений. |
| 1974             | Выставка, посвященная 50-летию со дня рождения художника (Саратовский художественный музей имени А. Н. Радищева. |
| 1984             | Выставка, посвященная 60-летию со дня рождения художника (Саратовский художественный музей имени А. Н. Радищева). |
| 1987             | Выставка-продажа (художественный салон «Вдохновение», Саратов). |
| 1993             | Выставка памяти В. О. Фомичёва (Саратовский художественный музей имени А. Н. Радищева). |
| 1993             | Областная художественная выставка (Саратов). |
| 1993             | Выставка памяти В. О. Фомичёва (Энгельсский краеведческий музей). |
| 1994             | Выставка памяти В. О. Фомичёва (галерея искусств «Эстетика», Саратов). |
| 1995             | Выставка «Красу твою, Россия, он кистью воспевал», посвященная 70-летию со дня рождения художника (Саратовский художественный музей имени А. Н. Радищева).                                                                                            |
| 1996             | Выставка к открытию мемориальной доски, посвященной В. О. Фомичёву, с презентацией художественного альбома «Художник Василий Фомичёв, Его родные берега» Саратов, Изд. «Солнечный луч», 1994 (Саратовский художественный музей имени А. Н. Радищева). |
| 1996             | Выставка произведений В. О. Фомичёва (галерея искусств «Эстетика»,Саратов). |
| 1997             | Промышленно-художественная выставка, посвященная 200-летию Саратовской губернии (Совет Федерации Государственной Думы, Москва). |
| 1997             | Открытие мемориального зала произведений В. О. Фомичёва в картинной галерее Вольского краеведческого музея. |
| 1999             | Выставка, посвященная 75-летию со дня рождения художника (выставочный зал Союза художников, Саратов) |
| 2001             | Выставка произведений В. О. Фомичёва (Саратовская областная Дума). |
| 2002             | Выставка произведений В. О. Фомичёва (региональная общественная организация «Стабильность-97», Саратов). |
| 2003             | Открытие художественной галереи имени В. О. Фомичёва (Саратов). Открытие постоянной экспозиции. |
| 2004             | Выставка «Портреты в творчестве В. О. Фомичёва» к 80-летию со дня рождения художника (галерея имени В. О. Фомичёва, Саратов). |
| 2004             | Выставка «Островитяне» (Дом искусств и науки, Саратов). |
| 2005             | Выставка произведений В. О. Фомичёва (мэрия г. Саратова). |
| 2005             | Выставка «Нет России без Волги» к 60-летию Победы (галерея имени В. О. Фомичёва, Саратов). |
| 2005             | Выставка «Берега Василия Фомичёва» (галерея имени В. О. Фомичёва, Саратов). |
| 2006             | Живопись В. О. Фомичёва из Вольской картинной галереи. Выставка «Василий Фомичёв и его современники». |
| 2008             | Балаковская художественная галерея. |
| 10 сентября 2008 | Открытие постоянной экспозиции галереи имени В. О. Фомичёва в выставочных залах флигеля Эдемовых музея-усадьбы Н. Г. Чернышевского (Саратов). |
| ноябрь 2009      | Выставка «Прекрасное есть жизнь», посвященная пятилетию галереи им. В. О. Фомичёва (атриум банка «Экспресс-Волга», Саратов). |
| сентябрь 2010    | Выставка «Волга и Волжане» (галерея имени В. О. Фомичёва, музей-усадьба Н. Г. Чернышевского, Саратов). |
| 22 ноября 2011   | Вечер памяти Заслуженного художника России В. О. Фомичёва (галерея имени В. О. Фомичёва, музей-усадьба Н. Г. Чернышевского, Саратов). |
| 1 февраля 2013   | Открытие выставки «Обаяние родного края», посвященной 89-летию со дня рождения художника (художественная галерея им. В. О. Фомичёва, музей-усадьба Н. Г. Чернышевского, Саратов).                                                                     |
| 27 сентября 2013 | Открытие выставки «Это Родина моя», посвященной 10-летию Художественной галереи им. В. О. Фомичёва (музей-усадьба Н. Г. Чернышевского, Саратов). |
| 22 ноября 2013   | Открытие выставки одной картины «Набережная. Вид на Волгу» посвященной дню памяти В. О. Фомичёва в галерее им. В. О. Фомичёва (музей-усадьба Н. Г. Чернышевского, Саратов.                                                                            |

## Творчество
Талант позволял Фомичёву проявлять себя во всех живописных жанрах, но ведущим жанром для него стал пейзаж, в котором емко воплотилось его яркое и самобытное дарование.
Совершенствуя своё живописное мастерство, Фомичёв несколько раз бывал на творческих дачах художников — в Подмосковье: Челюскинская, Академичке (имени Репина), Горячий Ключ (на юге), где работал рядом с такими признанными мастерами — В. А. Гавриловым, А. П. и С. П. Ткачевыми, М. А. Суздальцевым, Стожаровым.
Убежденный реалист, ценящий в живописи основательность, убедительность образов и сочную фактуру, Фомичёв работал быстро, широким корпусным мазком, позволяющим наполнить холст экспрессией и энергией. Это свободное размашистое письмо делает узнаваемыми все его работы: жанровые и исторические полотна, многочисленные пейзажи и портреты, натюрморты.
Волга, как олицетворение России и самой жизни, в творчестве Фомичёва служила источником вдохновения.
Постоянное участие в многочисленных выставках — Всесоюзных, Республиканских, Зональных «Большая Волга», Зарубежных, Областных, Персональных снискали ему широкую известность.
В результате путешествий по Саратовскому краю были созданы произведения: «На полевом стане», «Цветение лета», «Пашня», «Скошенное поле», «Заготовка сена», «Родные поля». В Татищевском районе написан этюд «Дорога. Пост ГАИ» 1976.
«Саратовские поля» — образ родной земли. Широкое поле уводит взгляд к узкой полоске деревни Сафаровки, к начинающейся за ней возвышенности, с полями, перелесками. В. Фомичёв ежегодно к этой картине делал этюды полей: зеленые, весенние, летние, скошенные, осенние. Картину с Республиканской выставки приобрело Министерство культуры РСФСР, а многочисленные этюды купили иностранные и отечественные коллекционеры. Пейзаж «Дорога Саратов — Воронеж. Пост ГАИ» экспонировалась на Всесоюзной художественной выставке «Всегда начеку» 1977. Там и закуплена.
Фомичёв говорил, что он больше любитель осенней природы. Но его весенние пейзажи не менее чарующие. Трудно сосчитать сколько тонов он использует в своей весенней и осенней мелодии. (Фильм «Звезда Василия Фомичёва» «Саратовтелефильм» «Добродея» 2009 год).
В 1974 году учитель В. Фомичёва Б. В. Миловидов писал ему: «Дарование у Вас сильное, могучее и художник Вы честный, это уж от природы. На выставке есть у Вас этюд „Вольский То завод“ — это шедевр, такое под силу было написать Коровину…»
Волгу Фомичёв писал при любой погоде. Штормовую Волгу любил не менее, а может быть даже более, чем спокойную, солнечную.
Весной в районе села Воскресенское в 1977 году неожиданно из-за горы надвигаются черные тучи, и в считанные минуты — смерч. Волга вздыбливается, вода желтеет, со дна все выворачивает на поверхность. Высокие волны наваливаются друг на друга, все гудит, шумит, страшно. Метеоры не ходили, трехпалубные теплоходы стояли на якоре. Слава богу, в такой шторм мы оказались в речке напротив Воскресенска. Укрывшись за огромным деревом Василий Осипович начал писать этюд с разбушевавшейся стихии. Не успел сделать подмалевок, как холст с этюдника унесло, сорвало палитру с красками, этюдник перевернуло. Василий Осипович все собрал, укрепил этюдник и завершил этюд. Так родилась картина «Шторм на Волге» 1977.
От природы неторопливый и немногословный, своим лаконичным и точным живописным языком Василий Фомичёв успел сказать очень много и о самом главном — о красоте отчей земли, о любви к русской природе, к Волге.
«С Волги никуда не уеду» — отвечал Фомичёв на заманчивое предложение переехать в другой город. А позже говорил: «Родился на Волге. Умру на Волге.»

### Пейзаж
У Фомичёва жанр пейзажа удивительно разнообразен: пейзаж деревенский и городской, лирический и индустриальный, и более всего волжский, охватывающий все времена года.
Из городских пейзажей наиболее известны — «Троицкий собор» (1991 год), «Вид на Саратов» (1988 год), «Октябрьская улица» (1978 год).
С особой теплотой написаны произведения посвященные деревне — «Родные поля» (1986 год), «Саратовские поля» (1979 год) — образ родной земли. Широкое поле уводит взгляд к узкой полоске деревни Сафаровки, к начинающейся за ней возвышенности с полями, перелесками.
В 70-е годы Василий Осипович писал эти поля в разное время года. Сделал много этюдов полей: осенних, весенних, летних, вспаханных.
Картину крупного формата с Республиканской выставки закупило Министерство культуры РСФСР, а многочисленные этюды разошлись по отечественным и зарубежным коллекционерам.
Много пейзажей написано художником с лошадками: «На мельнице в Барнуковке», «Ярмарка в Б. Карабулаке», «Колхозный двор», «На конюшне», «Водопой», «В базарный день» и др. Любимый мотив с лошадками автор сам называл «серовским».
Пейзаж-это образ Родины.
У Фомичёва этот жанр удивительно разнообразен: пейзаж деревенский и городской, лирический и индустриальный, и более всего волжский, охватывающий все времена года.
Из городских пейзажей наиболее известны — «Троицкий собор», «Вид на Саратов. Набережная», «Октябрьская улица», «Предмостовая площадь».
Во многих его работах можно найти эту примету русской деревни: «Базар в Хвалынске» 1952, «На мельнице в Барнуковке», «Лошадка в санях», «На конюшне», «Сенокос», «На водопое», «На межколхозной мельнице», «У мельницы» — рассыпанная по снегу солома не просто желто-ржавая, а драгоценно-золотая. Мазок голубой краски на старом сарае оборачивается благородной эмалью. В Базарном Карабулаке написана картина «Ярмарка». Яркими сочными красками изображена сцена проводов зимы. Празднично одетые крестьяне, приехавшие на лошадях из ближайших сел в районный центр, мастерски вписаны в зимний пейзаж.
Природа для Фомичёва в любое время года была интересна, давала богатейшую гамму переживаний, которые стремительно выплескивались на холст.
Об этом много сказано специалистами и коллегами. «Особенно интересны пейзажи Фомичёва. Они сочны по колориту и тонко передают состояние природы» — было признано на конференции 1956 года. «Из немногих законченных картин-пейзажей отличается красотой и поэтичностью „Весна“ В. О. Фомичёва» — В. Борунова, искусствовед Художественного фонда СССР 1956 год.
В пейзаже «Весна» 1955 превосходно написана ещё холодная охристо-серая земля с остатками талого грязновато-желтого снега, сползающего с косогора в низину, заполненную мутной водой. Редко стоящие на бугре дома, как бы, замерли в ожидании тепла, но от дальней полосы серого неба ещё веет сыростью.
Не менее проникновенно написан пейзаж «Поздняя осень. Листопад» с опустевшими и почерневшими деревьями и водой. На деревьях изредка оставшиеся желтые листочки. Коричневыми и лиловыми тонами Фомичёв создает ощущение холодного воздуха с первой изморозью.

### Портрет
Василий Фомичёв, будучи преимущественно пейзажистом, постоянно обращался к портретному жанру. В 1940-50 годах были написаны портреты: «Летчик В. Будков», «Вовка. Послевоенное детство» 1947, «Курящий в шляпе» (СГХМ), «Художник Е. М. Кулагин» (Вольская картинная галерея), «Колхозный конюх» (в Германии) и другие.
«Цыган с серьгой» 1960. Герой портрета долго отказывался позировать. Согласился, когда художник заплатил ему 10 рублей.
Художник признавал: «Портрет — трудный жанр, тем интереснее его писать». Портреты часто написаны на фоне пейзажа.
«Автопортрет» 1983 — на фоне бурной Волги, хмурого неба, о котором в своем отзыве Е. Филиппова из Москвы пишет: «Мужественное, красивое лицо, обладающее огромной притягательной силой. Несомненно, перед Вами личность сильная и одновременно поэтичная, способная испытывать тончайшие переживания. Немудрено, что Саратовская природа, Волга рождает таких художников.»
«Портрет учительницы — ветерана труда» 1978 написан на фоне школьного класса.
«Скульптор А. П. Кибальников», за плечом которого модель его скульптуры «Непокоренный».
«Герой Социалистического Труда Деркач Н. П.» — на фоне грандиозной стройки.
В. Фомичёв в искусстве был очень требовательным, и в первую очередь, к себе. Однажды он выполнил заказ — написал «Портрет М. И. Калинина». ХудСовет работу принял. Получай деньги. Прихожу в мастерскую, а он все соскаблил. Спрашиваю: «Почему?» «Другой напишу» — ответил он. Рассказывает вдова художника Мария Петровна.
Василию Осиповичу хотелось написать портрет нашего знаменитого писателя — земляка Г. И. Коновалова. Но Григорий Иванович как будто не хотел позировать художникам. Василий Осипович оказался в затруднительном положении. Я подсказала: "Григорий Иванович, может быть, согласится, если именно ты будешь писать его портрет. Так оно и получилось. Вскоре они нашли понимание, так как оба они были, что называется, Российскими.
Колоритный портрет Г. И. Коновалова находится в Саратовском художественном музее имени А. Н. Радищева.

### Этюды
Невозможно подсчитать сколько им написано этюдов. Фомичёв убежден, что сидя в мастерской, ничего интересного не сделаешь. Тему, мотив жизнь подсказывает. Ходи, смотри, не ленись. Изучай, наблюдай, учись у природы. Крупнейший мастер пейзажа первоосновой прекрасного в искусстве считал жизнь, действительность, природу. Она выше искусства. Он всю жизнь учился у природы. Отражал действительность, пропуская через свою душу. «От его картин исходит положительная энергетика. Они наполняют душу покоем и радостью, поднимают настроение.» В. В. Иванова, музейный смотритель.
Работа на «натуре», слияние с природой стало для него внутренней потребностью. Дар Василия Фомичёва — зоркость глаза, умение схватить все сразу, поразительное чувство света, тональных отношений, уверенная рука.
Этюды Фомичёва — работы большой внутренней законченности, композиционной слаженности и эмоциональной выразительности, перерастают в картины: в них возникает законченный образ природы.
Жанровый момент характерен для многих этюдов Фомичёва. С Большим мастерством он достигает гармоничного соединения фигур людей, животных, барж, лодок с пейзажным пространством («Стадо на Волге», «Последняя весна художника. Май» 1992).

### Натюрморты
Неотъемлемой частью художественного наследия В. О. Фомичёва являются натюрморты. С чувством восхищения он изображал пышные связки красноперок и громадных волжских жерехов, свежие ароматные яблоки из родительского сада, грибы, овощи — дары осени. «Арбузы» 1992, «Охотничий натюрморт» 1957, «Жереха» 1979 (Выставка «Большая Волга»), «Саратовские калачи» 1980, о котором учащиеся Саратовского художественного училища сделали такую запись: «Явно из всей выставки выделяется натюрморт В. О. Фомичёва „Саратовские калачи“. Хотелось бы у него учиться.»
«Прелесть! Смотришь и удивляешься. Калач только что вынули из печи. Одно жаль, тов. Фомичёв, что Вы не можете дать запах этому хлебу. А запах хлеба, всеравно угадывается. Спасибо за Саратовские калачи!» — Любитель, прикладник Аникушин В. С. 17 мая 1980 года.
Хороши и цветочные натюрморты Фомичёва: «Розы», «Полевые цветы», «Пионы», «Васильки и ромашки», «Гвоздики», «Сирень», «Ландышы» 1992, «Черемуха» 1992.

### Волга в творчестве художника
Самые сильные стороны дарования В. О. Фомичёва наиболее полно выразились в ведущей теме его искусства. Этой темой стала Волга. Иначе и быть не могло у коренного волжанина и заядлого рыбака, избороздившего реку вдоль и поперек, не раз поднимавшегося на своей лодке до Хвалынска, Ульяновска, Самары.
В одних работах Волга поражает мощью, величием — «Волга у Вольска» 1968, «Шторм на Волге» 1977, «Волжские просторы» 1990. В других — чарует покоем и ласковой красотой — «Перламутровая Волга» 1971, «Нежно-голубая Волга (Весенняя)» 1974. То утренняя — «Утро туманное, утро седое…», то розовая, то огненная, будто в воды опрокинулся закат. То она хмурая и загадочная — «Хмурая Волга» 1989. Волга Фомичёва одинаково прекрасна и в золоте солнечных лучей — «Солнечный день» 1979, и в унылые пасмурные дни «Дождь над Волгой» 1956 и в рассветные и закатные часы.
Кажется, нет конца разнообразию мотивов: цементные заводы Вольска, старые просмаленные баржи в Алексеевском затоне, береговые утесы, села на высоких берегах, груженые баржи, белоснежные теплоходы, скоростные суда вдоль Змеевых Гор и Чирей горы, протоки и заливы, рыбацкие лодки.
На Волге Василий Осипович начинал день с подготовки этюдника и палитры — счищал краску с палитры, используя её для грунта холста. Кисти с мылом частенько мыла его жена. С раннего утра он направлялся на заранее облюбованное место.
Работал всегда с вдохновением. Глаза загорались, голубели. Твердыми уверенными движениями руки быстро наносил краску на холст. Не на отдельные участки, а широко, размашисто, снизу до верху. Сидя позади, я любовалась красотой творческого момента и самого художника. Мария Петровна Фомичёва приговаривала: «Какой хороший этюд получился». А он, улыбаясь, прищурив глаза отвечал: «А у меня плохих нет!» «Ах ты хвальбишка!» — подмечала она.
Вся многоликая трепетно-изменчивая жизнь природы, казалось, сама ложилась на холст. Да и как могло быть иначе, если по полгода он жил на Волге в окружении первозданной безлюдной чистой природы и его творческой мастерской был весь вольный свет.
Волгарь по рождению и по духу, он создавал пейзажи, которые запоминаются не только сюжетами, но и настроением, уверенным мастерством.

### Серия кавказских работ
В 1971 году во время путешествия по Кавказу (вместе с М. А. Суздальцевы) Фомичёв написал серию работ «Кавказские горы», «Сочи», «На море», «Красная Поляна», «Селение в горах», «Бирюзовая волна» и другие. Всего более 20 работ.

### Серия работ «Золотое Кольцо России»
Путешествуя в 1972 году по «Золотому Кольцу России», он создал ряд произведений: «Ростовские колокола», «У озера Неро», «Белокаменная церковь с голубыми куполами», «Храм Василия Блаженного»…

## Творческое наследие
Василий Осипович Фомичёв оставил богатейшее творческое наследие. «Троицкий собор» давно стал визитной карточкой Саратова. Ряд картин вдова художника передала музеям города Саратова и Саратовской области. В 1997 году 72 работы составили мемориальную экспозицию картинной галереи города Вольска.
Мария Петровна считает, что Василий Осипович одобрил бы её поступок. Это в его характере.
И. Е. Репин писал: «Признаюсь, мне приятнее всего было бы никогда не продавать свои картины, а помещать их в общественные музеи даром. Но даром жить нельзя — нужны деньги». Поэтому более 60 произведений живописи В. О. Фомичёва составили коллекцию О. П. Табакова, чуть меньше — стали основой создания частной галереи предпринимателей А. А. Маслова и Щукарева А. Г. в Москве.
Другие обрели своё пристанище за рубежом.
«Сотни этюдов и картин Фомичёва свидетельствуют о красоте и мощи русской красавицы Волги в разных странах мира, в частных коллекциях и в музейных экспозициях. И каждое полотно, как визитная карточка нашего края. Тысячи визиток раздарил Василий Осипович во славу Земли Русской». Владимир Вардугин, член союза писателей России.
В 1960—1980-е гг. В. О. Фомичёв много путешествовал — Золотое Кольцо, Кавказ, Подмосковье, Поволжье. Этюды, привезенные из поездок, стали творческими отчетами перед соотечественниками, а 300 работ мастера в виде призов выдавались участникам Всесоюзной художественной лотереи. Они также экспонировались в художественных музеях и галереях России, Прибалтики, Кавказа, Средней Азии, Израиля, Германии, Италии, США, Канады, Чили и ряда других стран.
Повторив подвиг А. П. Боголюбова по созданию Радищевского художественного музея, Мария Петровна Фомичёва, вдова художника передала в дар городу Саратову 200 произведений своего мужа, считая, что они должны принадлежать его малой родине, народу. На их основе в 2003 году в Саратове была создана Художественная картинная галерея имени В. О. Фомичёва, успешно действующая сегодня при музее—усадьбе Н. Г. Чернышевского. Здесь регулярно проводятся встречи с прекрасным художников и любителей искусств разных поколений, лекции, беседы, экскурсии, консультации, мастер-классы и открытые уроки.
8 октября 2003 года в помещении саратовской организации Союза художников России (улица Рахова, 137) Мария Петровна Фомичёва и заместитель мэра города Саратова Наталия Ивановна Старшова в присутствии многочисленных гостей открыли долгожданную картинную галерею. Картинную галерею составили 140 работ художника.
Решение вдовы художника — передать картины в музеи:
- В краеведческий музей г. Вольска — 72 работы, в 1997 году;
- в музей краеведения г. Саратова-12 работ, в 2001 году;
- в музей краеведения г. Энгельса — 12 работ, в 2001 году;
- в Татищевский музей — 3 работы, в 2001 году;
- в музей Н. Г. Чернышевского — 9 работ, в 2003 году;
- в Художественную галерею имени В. О. Фомичёва — 140 работ в 2003 году;
- в Радищевский музей — 14 работ (в том числе «Автопортрет», 1983), в 2003 году;
- в Музей боевой славы — 3 работы в 2008 году;
- в Самойловский краеведческий музей — 5 работ, в 2008 году;
- в Самойловский Дворец культуры — 2 работы, в 2009 году;
- в Художественное училище имени А. П. Боголюбова — 3 работы, в 2010 году;
- в Художественную галерею имени В. О. Фомичёва — 25 работ в 2009 году;
- в Художественную галерею имени В. О. Фомичёва — 33 работы в 2011 году.

В 2009 году был снят фильм о жизни и творчестве В. О. Фомичёва «Звезда Василия Фомичёва».